# Epharmottomena iranica
Epharmottomena iranica là một loài bướm đêm trong họ Noctuidae.